# Giovanni Paolo Benotto
Giovanni Paolo Benotto (ur. 23 września 1949 w San Giuliano Terme) – włoski duchowny katolicki, arcybiskup Pizy w latach 2008–2025.

## Życiorys
Święcenia kapłańskie otrzymał 28 czerwca 1973 i został inkardynowany do archidiecezji Pizy. Po święceniach został sekretarzem biskupim, zaś w latach 1980-1993 pracował jako proboszcz. W 1993 mianowany wikariuszem generalnym archidiecezji.
5 lipca 2003 papież Jan Paweł II mianował go ordynariuszem diecezji Tivoli. Sakry biskupiej udzielił mu 7 września 2003 w Pizie ówczesny arcybiskup Pizy - Alessandro Plotti.
2 lutego 2008 Benedykt XVI mianował go arcybiskupem Pizy. Ingres odbył się 6 kwietnia 2008.
6 lutego 2025 papież Franciszek przyjął jego rezygnację z pełnionego urzędu złożoną ze względu na wiek.